# 托氏鱔鬍鯰
托氏鱔鬍鯰，為輻鰭魚綱鯰形目塘虱魚科的其中一種，為熱帶淡水魚，分布於非洲奧克維河流域，棲息在底層水域，體長可達14.5公分，生活習性不明。